# Попувек-Влосцянський
Попувек-Влосцянський (пол. Popówek Włościański) — село в Польщі, у гміні Гловно Згерського повіту Лодзинського воєводства.
Населення — 79 осіб (2011).

## Демографія
Демографічна структура станом на 31 березня 2011 року:
|          | Загалом | Допрацездатний вік | Працездатний вік | Постпрацездатний вік |
| -------- | ------- | ------------------ | ---------------- | -------------------- |
| Чоловіки | 36      | 6                  | 21               | 9                    |
| Жінки    | 43      | 10                 | 23               | 10                   |
| Разом    | 79      | 16                 | 44               | 19                   |